# Хирц, Мирослав
Мирослав Хирц (хорв. Miroslav Hirc; 29 июня 1878, Бакар, Приморско-Горанская жупания — 13 ноября 1944, Загреб) — хорватский и югославский орнитолог, университетский преподаватель и исследователь хорватской фауны.

## Биография
Мирослав Хирц родился в июне 1878 года в семье натуралиста Драгутина Хирца. Получив педагогическое образование, Хирц не отправился работать по специальности, а поступил на Философский факультет Загребского университета, где в начале XX века проводились лекции по естественным наукам, и где в 1907 году он защитил докторскую диссертацию по теме «Хорологические и хониматические отношения вида Accipiter neus». Следующие пять лет Хирц проработал куратором в Хорватском национальном зоологическом музее, в стенах которого он занимался пополнением музейной коллекции, состоящей из более чем 5000 записей о птицах и уточнением коллекций о рыбах, рептилиях и амфибиях, на основе которых он составил несколько бумажных каталогов о позвоночных представителях фауны. В 1913 году он устроился на работу учителем энтомологии в Лесохозяйственную академию Загребского университета, где пребывал вплоть до 1919 года. Уйдя с работы, он продолжил проводить исследования хорватской фауны, результаты коих он размещал на страницах научно-популярного журнала «Priroda», главным редактором которого он стал в 1926 году. После нескольких лет пребывания в Белграде, где он расширил свои знания в области орнитологии и зоологии и опубликовал несколько книг по этим темам, Хирц в 1942 году вернулся в преподавательский штат Загребского университета, в недавно созданный Факультет сельского и лесного хозяйства. Пробыв, до своей смерти в 1944 году, в стенах факультета всего два года, Мирослав Хирц успел побыть главой университетского Института энтомологии и собрать огромный массив информации о позвоночных, который после его смерти был опубликован в трёх книгах Югославской академией наук.